# 野島義照
野島 義照（のじま よしてる）は、日本の都市研究者・造園学者。都市再生緑化研究所センター長、建設省建築研究所第六研究部主任研究員、都市防災研究室長を歴任した。
2016年、第38回日本公園緑地協会北村賞を受賞。
1972年3月京都大学農学部林学科卒業。同年4月建設省入省（造園職） 。1999年4月プレック研究所勤務。

## 参考
- 団体名鑑, 第2部 1995